# Michelle Zauner
Michelle Chongmi Zauner est une autrice-compositrice-interprète américaine et sud-coréenne née le 29 mars 1989 à Séoul en Corée du Sud et ayant grandi dans l'Oregon. Son père est américain et sa mère est coréenne. Elle est connue pour son rôle au sein du groupe d'indie pop Japanese Breakfast, qu'elle a fondé en 2013 à Philadelphie. Elle a aussi écrit un livre autobiographique, Crying in H Mart: A Memoir (en), en 2021, traduit en français sous le titre Pleurer au supermarché, où elle s'interroge sur les racines coréennes de sa famille maternelle.